# هنري بي كيندال
هنري بي كيندال (بالإنجليزية: Henry P. Kendall)‏ هو مهندس أمريكي، ولد في 1878، وتوفي في 1959.